# Koperstaarttrogon
De koperstaarttrogon (Trogon elegans) is een vogel uit de familie Trogonidae. 

## Verspreiding en leefgebied
Deze soort komt voor van de zuidwestelijke Verenigde Staten tot Costa Rica en telt vijf ondersoorten:
- T. e. canescens: zuidelijk Arizona en noordwestelijk Mexico.
- T. e. ambiguus: zuidelijk Texas en oostelijk en centraal Mexico.
- T. e. elegans: Guatemala.
- T. e. lubricus: Honduras, Nicaragua en Costa Rica.
- T. e. goldmani: Três Marias (nabij westelijk Mexico).